# エリック・ファーユ
エリック・ファーユ（Éric Faye、1963年12月3日 - ）はフランスの作家、ジャーナリスト。短編集『わたしは灯台守』で1998年ドゥ・マゴ賞、日本で実際に起きた出来事を題材とした『長崎』で2010年アカデミー・フランセーズ小説大賞を受賞した。邦訳にはこの他、2012年の夏から秋にかけて日本に滞在して日々の印象を綴った『みどりの国 滞在日記』、北朝鮮による日本人拉致問題を扱った小説『エクリプス』などがある。

## 背景
エリック・ファーユは1963年12月3日、フランス中部のリモージュ（ヌーヴェル＝アキテーヌ地域圏オート＝ヴィエンヌ県）に生まれた。母はフランス語教師であり、子どもの頃から言葉の力に魅せられ、9歳のときにヴィクトル・ユーゴーの『諸世紀の伝説』の詩の暗唱で、13歳のときにジュリアン・グラックの「コフェチュア王」の抜粋の解釈でそれぞれ表彰された。地元のオーギュスト・ルノワール高等学校に通い、ロシア語を習得した。リール・ジャーナリズム高等専門大学を卒業した後、ロイター通信の記者（編集・翻訳）として主に国際問題を担当した。

## 著作活動

### イスマイル・カダレ
小説を書き始めたのは20歳のときである。作品は刊行されなかったが、ピエール＝ギヨーム・ド・ルー出版社の経営者やゴンクール賞受賞作家パトリック・グランヴィルの支持を得た。数年後にアルバニアの小説家イスマイル・カダレに出会ったことが大きな転機となった。かねてから特に1960年代から1970年代のカダレの作品、「魔術的リアリズムに近い空想的な作品、不条理とグロテスクと悲劇とが入り混じった作品」に惹かれ、「スターリン主義の国でなぜこんなに自由な発想ができるのか」と疑問に思っていたという。カダレはファーユの取材に応じ、彼の企画を支持した。この結果、1991年に評論『イスマイル・カダレ ― 火をもたらすプロメテウス』と『イスマイル・カダレ対談集』が出版された。

### 影響
ファーユが影響を受けた作家は、カダレ（特に『夢宮殿』）のほか、ジョージ・オーウェル（特に『動物農場』）、アレクサンドル・ソルジェニーツィン（特に『イワン・デニーソヴィチの一日』）、カリンティ・フェレンツ（特に不条理小説『エペペ』）、およびフランツ・カフカ、ジュリアン・グラック、ディーノ・ブッツァーティ、ホルヘ・ルイス・ボルヘス、川端康成、トーマス・マン、安部公房、オルダス・ハクスリー、レイ・ブラッドベリなどであり、1993年発表の評論『最悪事態の実験室で』は、オーウェル、ハクスリー、ブラッドベリなどのディストピア小説を論じたものであり、1996年発表の評論『時の病人のサナトリウム』では、グラック、ブッツァーティ、トーマス・マン、安部公房における時の概念について検討している。

### 作風・テーマ
これらの作家と同様に、ファーユもまた魔術的リアリズム、ディストピア、歴史改変SFなど空想的・幻想的な作品や、神秘・謎、神話、時、失踪などをテーマにした作品が多く、最初の小説『孤独将軍』は、植民地時代の中南米で謎の炎を目にした兵士が失踪するという設定であり、次作『パリジュ』は戦後、パリが西ベルリンと東ベルリンのように自由主義地帯と共産主義地帯に分断されるという歴史改変SFの作品である。1998年発表の『3つの国境の謎』は神話を題材にした小説であり、ファーユは「神話には生、政治、人間関係などを理解するためのコードがある」と言う。『指紋のない男』の主人公も繰り返し「失踪」する。同じテーマでファーユは今度は「トマス・ピンチョン、J・D・サリンジャーのように姿を見せない作家について書きたい」と語っている。

### 日本を題材にした小説
2010年発表の小説『長崎』は、ロイター通信に転載された日本の三面記事に着想を得た作品である。50代の独身男性が、ある日、台所の食料のストックが減っているのに気づく。ファーユは、このような日常にも彼が好きなロマネスクがあるという。そこで男は、Webカメラを設置して携帯電話で部屋の様子を監視する。これも彼が好きなオーウェルが描いた監視社会の現代版である。こうして、主人公シムラは自宅の押し入れに見知らぬ女性がすでに一年にわたって住み続けていたことを知る。現代の長崎を舞台として、有明海の風景や市街を走る路面電車、日本人の日常が描かれている。『長崎』は2010年アカデミー・フランセーズ小説大賞を受賞した。アカデミー・フランセーズ会員のエレーヌ・カレール・ダンコースは「審査員は作品の独自性に魅了された」と受賞理由を説明した。ファーユは、「重要な一歩になり、書き続けて行く勇気を与えられた。もっとも、書かずに生きて行くなんて考えられないけれど」と語った。『長崎』は日本語を含む世界13か国語に翻訳された。
2016年に発表され、同年邦訳が刊行された『エクリプス』は、北朝鮮による日本人拉致問題を扱った小説である。この事件をロイター通信の仕事で知り、「20・21世紀の悲劇の主人公は、オレステスでもオイディプスでもなく、歴史と政治によって運命を変えられた普通の人々。拉致問題には現代の悲劇が凝縮されている」と感じ、日本と韓国で4か月にわたって緻密な取材を行った。小説の主人公は、新潟市内で中学からの帰宅途中に拉致された「田辺菜穂子」、佐渡で母親と買い物に出た途中で拉致された「岡田節子」らであり、一部の虚構を除き、事件の経緯から拉致被害者の日常まで事実に基づいている。一方で、小説家の感性や想像力によって描かれる被害者の心境などについては、たとえば、北朝鮮に拉致された日本人を救出するための全国協議会の西岡力会長は「胸が苦しくなって先に進めなくなった」と語り、「もちろん小説だから、専門家の立場から見てあり得ないと思える記述も目立つ。だが、それを超えて被害者の精神世界に迫る文学の力がある」と評している。
ファーユは日本文学（川端康成、安部公房）や日本映画（黒沢清、成瀬巳喜男）に詳しい。日本に惹かれる理由について、「はっきり答えられないが、居心地がよい」、「陰と、光らないものに惹かれるからかもしれない」と日本滞在記『みどりの国』に書いている。

## 邦訳作品
- 『長崎』（松田浩則 訳、水声社、叢書フィクションの楽しみ、2013.9）
- 『わたしは灯台守』（松田浩則 訳、水声社、叢書フィクションの楽しみ、2014.8）
- 『みどりの国 滞在日記』（三野博司 訳、水声社、叢書批評の小径、2014.11）
- 『エクリプス』（松田浩則 訳、水声社、叢書フィクションの楽しみ、2016.12）
- 『プラハのショパン』（松田浩則 訳、水声社、叢書フィクションの楽しみ、2022.6）

## 著書
- Ismail Kadaré, Prométhée porte-feu (イスマイル・カダレ ― 火をもたらすプロメテウス), Éditions Corti, 1991 (評論)
- Entretiens avec Ismail Kadaré (イスマイル・カダレ対談集), Éditions Corti, 1991 (対談)
- Dans les laboratoires du pire (最悪事態の実験室で), Éditions Corti, 1993 (評論)
- Le Général Solitude (孤独将軍), Le Serpent à plumes, 1995 (小説)
- Le Sanatorium des malades du temps (時の病人のサナトリウム), Éditions Corti, 1996  (評論)
- Parij (パリジュ), Le Serpent à plumes, 1997 (小説)
- Je suis le gardien du phare, nouvelles, Éditions Corti, 1997 (短編集) - 1998年ドゥマゴ賞
  - 『わたしは灯台守』松田浩則訳、水声社、叢書フィクションの楽しみ、2014年（「列車が走っている間に」「六時十八分の風」「国境」「地獄の入り口からの知らせ」「セイレーンの眠る浜辺」「ノスタルジー売り」「最後の」「越冬館」「わたしは灯台守」所収）。
- Le Mystère des trois frontières (3つの国境の謎), Le Serpent à plumes, 1998 (小説)
- Croisière en mer des pluies (雨の海の巡航), Éditions Stock, 1999 (小説) - prix Unesco-Françoise Gallimard
- Les Lumières fossiles et Autres Récits (化石の光ほか), Éditions Corti, 2000 (短編集)
- Les Cendres de mon avenir (私の未来の灰), Éditions Stock, 2001 (小説)
- Quelques nobles causes pour rébellions en panne (反逆のための崇高な大義が崩れた), Éditions Corti, 2002 (短編集)
- La Durée d'une vie sans toi (君がいない人生の長さ), Éditions Stock, 2003 (小説)
- Mes trains de nuit (夜の電車), Éditions Stock, 2005 (小説)
- Un clown s'est échappé du cirque (サーカスから逃げた道化), Éditions Corti, 2005 (短編集)
- Le Syndicat des pauvres types (哀れなやつらの労働組合), Éditions Stock, 2006 (小説)
- Billet pour le pays doré (黄金の国行きの切符), Éditions Cadex, 2007 (短編集)
- Passager de la ligne morte (廃線の乗客), Éditions Circa, 2008 (短編集)
- L'Homme sans empreintes (指紋のない男), Éditions Stock, 2008 (小説) - フランソワ・ビエドゥー（フランス語版）賞
- Nous aurons toujours Paris (いつもパリ), Éditions Stock, 2009 (小説)
- Quelques nouvelles de l'homme (あの男の知らせ), Éditions Corti, 2009 (短編集)
- Nagasaki, Éditions Stock, 2010 (小説) - アカデミー・フランセーズ小説大賞
  - 『長崎』松田浩則訳、水声社、叢書フィクションの楽しみ、2013年。
- En descendant les fleuves - Carnets de l'Extrême-Orient russe (大河を下って ― 極東ロシア手帳), Éditions Stock, 2011 (紀行) - クリスチャン・ガルサン（フランス語版）共著。
- Devenir immortel, et puis mourir (不死になってから死ぬ), Éditions Corti, 2012 (短編集)
- Somnambule dans Istanbul (イスタンブールの夢遊病者), Éditions Stock, 2013 (小説)
- Malgré Fukushima (福島に抗して), Éditions Corti, 2014 (日記)
  - 『みどりの国 滞在日記』三野博司訳、水声社、叢書・批評の小径、2014年（目次：8月 - 驟雨のあとに煙る藁屋根 / 9月 - 台風の日の獅子舞 / 10月 - 不気味の谷を歩く / 11月 - 琉球王国にて / 12月 - 雪が果てしなく / エリック・ファーユ、日本を語る）。
- Une si lente absence - Moscou-Pékin (かくも遅い不在 ― モスクワ・北京), Éditions Le Bec en l'air, 2014 (小説)
- Il faut tenter de vivre (生きようとしなければならない), Éditions Stock, 2015 (小説)
- Éclipses japonaises, Le Seuil, 2016 (小説)
  - 『エクリプス』松田浩則訳、水声社、叢書フィクションの楽しみ、2016年。
- Dans les pas d'Alexandra David-Néel (アレクサンドラ・ダヴィッド＝ネール（フランス語版）の足取りを追って), Éditions Stock, 2018 - クリスチャン・ガルサン共著。
- La Télégraphiste de Chopin (ショパンの電報配達人), Seuil, 2019 (小説)
- Nouveaux Éléments sur la fin de Narcisse (ナルキッソスの死についての新情報), Éditions Corti, 2019（短編集）

## 参考資料
- Olivier Le Naire, La planète Faye (1998-01-29), L'Express.
- Jean-Luc Douin, "L'Homme sans empreintes" : enquête sur une ombre (2008-02-28), Le Monde.
- Éric Faye : Entretien avec Frédérique Roussel (2009-12-03) - Libération.
- Baptiste Liger, Les fables singulières d'Eric Faye (2012-05-29), L'Express.